# Mongoolse Wikipedia
De Mongoolse Wikipedia (in het Mongools: Монгол Википедиа) is een editie van de encyclopedie Wikipedia in het Mongools.

## Geschiedenis
De wiki werd gestart op 28 februari 2004.
Daarnaast bestaan er nog Wikipedia's in aan het Mongools verwante talen te weten Boerjatisch en Kalmuks met een eigen wiki.

## Artikelen
- De Mongoolse Wikipedia telt ruim 20.300 artikelen (maart 2021).
- Actueel aantal artikelen

### Evolutie
- augustus 2016: 15.000
- mei 2018: 18.000
- maart 2021: 20.300